# أنتوني زان
أنتوني زان (بالإنجليزية: Anthony Zahn)‏ هو دراج أمريكي، ولد في 14 أكتوبر 1976.